# David Miranda (religioso)
David Martins de Miranda GCRB (Reserva, 4 de julho de 1936 – São Paulo, 21 de fevereiro de 2015) foi um pastor evangélico pentecostal brasileiro, fundador da Igreja Pentecostal Deus é Amor (IPDA), em 1962.

## Biografia
Filho do agricultor Roberto Martins de Miranda e da dona de casa Anália Miranda, David Miranda mudou-se do Paraná para São Paulo em abril de 1957, ainda jovem. Converteu-se ao pentecostalismo em 6 de julho de 1958, na Igreja Cristã Pentecostal Maravilhas de Jesus, dirigida na época pelo pr. Leonel Silva.
Até o final da década de 1960, a grande maioria das igrejas pentecostais eram radicalmente contrárias à política, ao divórcio, à televisão, cuja teoria mais polêmica era alegar que a TV era imagem/olho eletrônico da besta, entre outras práticas. Porém, muitos destes costumes foram abolidos e costumes mais modernos passaram a ser aceitos. Inconformado, David Miranda fundou um ministério no bairro de Vila Maria, mudando-se posteriormente para a baixada do Glicério. O nome Igreja Pentecostal Deus é Amor (IPDA), segundo conta o Missionário em sua autobiografia, teria sido revelado pelo próprio Deus, numa madrugada de oração.
Casou-se em 12 de junho de 1965 com Ereni Oliveira de Miranda, com quem teve quatro filhos: Pr. David Miranda Filho, Daniel Miranda e as cantoras Débora Miranda de Almeida e Léia Miranda.
Em 1979, David Miranda adquiriu o terreno que hoje abriga a sede mundial da IPDA, inaugurado em 1 de janeiro de 2004 e denominado Templo da Glória de Deus, em uma área de 70 mil metros quadrados e capacidade para 30 mil pessoas sentadas. É o segundo maior templo de São Paulo.
David Miranda faleceu às 23h45 do dia 21 de fevereiro de 2015, aos 78 anos de idade, vítima de infarto.
O velório ocorreu entre os dias 22 e 24 de fevereiro, no Templo da Glória de Deus e o sepultamento no Cemitério Jardim Horto Florestal, na Zona Norte de São Paulo.